# 대한민국 형사소송법 제134조
대한민국 형사소송법 제134조는 압수장물의 피해자환부에 대한 형사소송법의 조문이다.

## 조문
제134조(압수장물의 피해자환부) 압수한 장물은 피해자에게 환부할 이유가 명백한 때에는 피고사건의 종결 전이라도 결정으로 피해자에게 환부할 수 있다.

第134條(押收贓物의 被害者還付) 押收한 贓物은 被害者에게 還付할 理由가 明白한 때에는 被告事件의 終結 前이라도 決定으로 被害者에게 還付할 수 있다.

## 판례
- 84모38 결정

## 참고 문헌
- 손동권 신이철, 새로운 형사소송법(초판, 2013), 세창, 2013. ISBN 9788984114081